# Jean-François Le Sueur
Jean-Francois Le Sueur (hay Lesueur) (1760-1837) là nhà soạn nhạc, nhạc trưởng, nhà phê bình âm nhạc, nhà sư phạm người Pháp.

## Cuộc đời và sự nghiệp
Jean-Francois Le Sueur học âm nhạc khi đang hát trong dàn đồng ca nhà thờ ở Amiens. Le Sueur bước vào con đường âm nhạc với tư cách một nhạc công nhà thờ. Từ năm 1777 đến năm 1787, lần lượt Le Sueur là người phụ trách âm nhạc nhà nguyện của các nhà thờ tại Séez, Dijon và Tours. Năm 1786, ông là chỉ huy hợp xướng của Nhà tờ Đức Bà Paris, sử dụng một dàn nhạc lớn để tăng cường kịch tính trong trình diễn các bản mixa, motet, sau đó phải bãi bỏ vì có sự chống đối. Trong các năm 1787-1792, ông sống ở nông thôn, chuyên tâm vào các sáng tác. Trở về Paris năm 1793, ông là một trong những người đứng ra tổ chức những lễ hội lớn của Cách mạng Pháp. Năm 1795. Nhạc viện Paris được thành lập, Le Sueur trở thành một trong những thanh tra giáo dục của nhạc viện. Năm 1804, Le Sueur được phong chức nhạc trưởng của dàn nhạc cung đình của Napoléon Bonaparte. Khi dòng họ Bourbon trở lại ngai vàng, Le Sueur trở về Nhạc viện Paris và là giáo sư về môn sáng tác. Từ năm 1815, ông trở thành viện sĩ Viện Pháp quốc.

## Phong cách sáng tác
Jean-Francois Le Sueur là một trong những đại diện lớn của thể loại opera cứu rỗi và kinh dị.

## Các tác phẩm
Sau đây là những gì Le Sueur đã để lại:
- 8 vở opera như:

- Hang động (1793)
- Pual và Virginie (1794)
- Télémaque (1796)
- Chiến thắng ở Trajan (1807)

- Những bản oratorio
- 33 bản mixa
- ba bản Te Deum
- Nhiều bản motet
- Các tác phẩm hợp xướng
- Những bài chính ca cách mạng, nổi bật là Bài ca chiến thắng của nước Cộng hòa Pháp (1794)
- Sách và báo viết về mỹ học, lý thuyết âm nhạc